# Shelby Wilson
Shelby Autrie Wilson (* 14. Juli 1937 in Ponca City, Oklahoma) ist ein ehemaliger US-amerikanischer Ringer.

## Werdegang
Shelby Wilson begann als High-School-Wrestler in seiner Heimatstadt mit dem Ringen. Er war dabei schon sehr erfolgreich. Diese Erfolge setzten sich an der Oklahoma State University, die er anschließend besuchte, fort. Er gewann zwei NCAA (amerik. Hochschul-Sportverband) „All American Championships“ im Freistilringer (Federgewicht). Bei den NCAA-Meisterschaften des Staates Oklahoma belegte er zweimal den zweiten Platz. 1960 gelang es ihm, sich überraschenderweise in der US-amerikanischen Olympiaausscheidung der AAU (amerik. Athleten-Union) im Leichtgewicht durchzusetzen, worauf er zu den Olympischen Spielen nach Rom entsandt wurde. In Rom rang er im Leichtgewicht ein überragendes Turnier. Er erreichte fünf souveräne Punktsiege und schlug auch den vielfachen sowjetischen Meister Wladimir Sinjawski sicher. Er wurde damit Olympiasieger, ohne vorher jemals ein internationales Ringerturnier bestritten zu haben. Wilson, Terrence McCann und Douglas Blubaugh waren in Rom die drei amerikanischen US-Boys, die als in der übrigen Ringerwelt vollkommen unbekannte Athleten Olympiasieger wurden und die europäische und asiatische Freistilelite beherrschte. Shelby Wilson hat wie Terry McCann und Douglas Blubaugh weder vor, noch nach seinem Olympiasieg an einer Weltmeisterschaft teilgenommen.
Nach seinem Olympiasieg beendete er seine Laufbahn als aktiver Ringer und wirkte an mehreren Universitäten als Ringertrainer, ehe er 1973 bei einer christlichen Jugendorganisation, der Stronghold Youth Foundation, eine Stelle annahm und als Trainer an der Owen Valley High School in Spencer mit sechs- bis zwölfjährigen Jugendlichen arbeitet.

## Internationale Erfolge
(OS = Olympische Spiele, F = Freistil, Le = Leichtgewicht, damals bis 67 kg Körpergewicht)
- 1960, Goldmedaille, OS in Rom, F, Le mit Siegen über Kazuo Abe, Japan, Parkash Gian, Indien, Martti Peltoniemi, Finnland, Wladimir Sinjawski, Sowjetunion und Mustafa Tadjik, Iran.